# Liebesketten
Liebesketten ist eine Oper in drei Akten des Komponisten Eugen d’Albert. Rudolf Lothar verfasste das Libretto nach der literarischen Vorlage La filla del mar von Àngel Guimerà. Die Uraufführung fand am 12. November 1912 an der Volksoper in Wien statt. Eine Neufassung dieses Werkes war am 8. März 1918 an der Deutschen Oper in Berlin erstmals zu sehen.

## Handlung

### Erster Aufzug
Die felsige Meeresküste, die Dorfkirche und links davon das Wirtshaus
Der Lotsenkommandeur Peter Martin ist jung, hübsch und lebenslustig. Im letzten Jahr liebte er Caterina und dieses Jahr hat er sich in Marion, die Ehefrau des Wirtes Noel verliebt. Marion, jung und hübsch, hat nichts gegen eine Affäre mit Peter Martin; aber sie hat vor ihrem eifersüchtigen Ehemann Angst. Um dessen Misstrauen zu zerstreuen, überredet sie Peter Martin, sich zum Schein verliebt in Sadika zu zeigen. Sadika ist eine junge Türkin, die als einzige Überlebende vor Jahren einen Schiffbruch überlebte und seitdem im Haushalt Noels und Marions lebt.
Der reiche Kaufmann Balthasar war damals Zeuge dieses Unglücks. Er kommt seitdem regelmäßig in das Dorf, um mit den Fischern Geschäfte zu machen. Anfangs weigert sich Peter Martin dem Plan Marions zuzustimmen, als er aber mit Sadika gesprochen hat, sagt er zu. Um Sadika näher kennenzulernen, nimmt er sie auch mit zum Fischfang mit aufs Meer.

### Zweiter Aufzug
Schankstube des Wirtshauses
Marion hat ihr Ziel erreicht. Seit 14 Tagen kommt Peter Martin jede Nacht zu ihr, aber das ganze Dorf – allen voran Noel – glaubt, er schleiche sich zu Sadika. Peter Martin hat sich aber wirklich in Sadika verliebt und will sie heiraten. Da er nicht weiß, wie er sein Verhältnis mit Marion beenden soll, will er mit ihr eine letzte Nacht verbringen.
Sadika bemerkt dies und lauert ihrem Geliebten auf. Voller Eifersucht macht sie ihm eine Szene und verrät Noel dieses Tête-à-tête. Als dieser voller Wut und Misstrauen auftaucht, bringt sie es nicht übers Herz, Peter Martin zu verraten und beschuldigt sich selbst. Ob ihres liederlichen Lebenswandels wirft Noel sie sofort aus dem Haus, sie soll ihren Geliebten auch gleich mitnehmen. Da sie sich aber von Peter Martin verraten fühlt, will sie nichts mehr von ihm wissen und verlässt allein das Haus.

### Dritter Aufzug
Die felsige Meeresküste, die Dorfkirche und links davon das Wirtshaus
Es kommt zu einer letzten Aussprache zwischen Sadika und Peter Martin. Als er versucht, Sadika alles zu erklären, tritt Marion dazwischen. Sie will ihrerseits den Geliebten weder verlieren noch mit Sadika teilen. Es kommt zum Streit, als Noel – eifersüchtig hinter seiner Ehefrau herschleichend – erkennt, dass sie ihn mit Peter Martin betrogen hat. Voller Wut greift er zu einem Bootshaken, um den Nebenbuhler niederzuschlagen. Sadika bemerkt die Gefahr und wirft sich schützend vor Peter Martin. Tödlich getroffen sinkt sie zu Boden und stirbt zu Füßen Peter Martins. Erschüttert wendet sich dieser ab und zieht mit den Fischern nach Island; dort in der Einsamkeit des Nordmeeres will er den Tod finden.

## Orchesterbesetzung
Die Orchesterbesetzung der Oper enthält die folgenden Instrumente:
- Holzbläser: Drei Flöten (3. auch Piccolo), drei Oboen (3. auch Englischhorn), drei Klarinetten (3. auch Bassklarinette), drei Fagotte
- Blechbläser: vier Hörner, drei Trompeten, drei Posaunen, Basstuba
- vier Pauken, Schlagzeug: Triangel, Becken, kleine Trommel, Holzklapper, Glockenspiel
- Celesta
- Harfe
- Streicher: 16 erste und 16 zweite Violinen, 12 Bratschen, 16 Violoncelli, 8 Kontrabässe